# 以利亞
以利亞（希伯來語：אֵלִיָּהוּ，eliyahu；英语：Elijah），天主教譯為厄里亞，是《聖經》人物之一，根据希伯來聖經中的《列王纪》，以利亞是一位先知，名字意義為「耶和華是神」。
以利亞出現於公元前9世紀，當時以色列進入南北分裂時期，分為北國以色列及南猶大。《聖經》記載，以利亞按照神的旨意，警告亞哈王，如果繼續崇拜偶像，神將審判以色列，讓以色列經歷旱災。以利亞寄住撒勒法的寡婦家時，也施行了救活寡婦兒子的神蹟及油與麵不短缺的神蹟。以色列經歷三年的旱災後，以利亞再次與亞哈王見面，並約好在迦密山，透過獻燔祭，確認哪邊敬拜的神才是真神。結果以利亞的祭壇興起降火的神蹟，讓所有人不得不承認「耶和華才是真神！」並解除了三年旱災的窘境。後來以利亞仍被以色列王室逼迫。最後在約旦河乘旋風升天去了，後來由以利沙繼承以利亞先知的使命。

## 背景
列王時代，由於以色列民族的國家分裂，這是極其混亂、墮落、腐敗、黑暗的時期，但也是出現許多先知來教訓百姓的時期。然而在眾先知中，名字在新約聖經中經常被提及的，就是以利亞，他與神國有一定的關係，但也只是上帝所差遣的其中一個僕人而已，真正重要的乃是耶和華以色列的神。
在以利亞生平重大的事件中，經常面對一位特出，有權而兇惡的婦人耶洗别（Jezebel）。她是一個鐵石心腸、剛愎、冷酷的女人。她是西頓王的女兒，在熱心事奉巴力（Baal）的環境中長大，當她做了以色列王亞哈的妻子以後繼續信奉她先祖的宗教，並且藉着軟弱的丈夫強迫以色列人隨從她的宗教。亞哈為了討好她，特别在撒馬利亞為巴力築了一座壇，並開始迫害耶和華的信徒。耶洗别殺害耶和華的先知，奉養四百五十名巴力的先知。在亞哈離道、叛教的過程中，神便差遣以利亞來到。
崇拜巴力是世界上最古老的信仰之一，巴力的信徒不但把巴力當作天上的王，又是土地之神，五穀，並認為牲畜的昌盛都在巴力的管制之下。人們在崇拜巴力時要燒香祈福，甚至把兒女當祭品獻上，崇拜時常有飲宴，荒淫堕落狂歡相伴，觸怒耶和華（列王纪上14:23-24）。以利亞適時而起，對耶和華敬畏的熱誠與忠心。

## 隱藏的靈修
以利亞在神的領導之下，接受各種操練造就其靈性，以後才顯出能力，成就被托付的事工。
1. 迦密之先，必有基立――「去藏在基立溪旁」，這種等候神的供應比事奉神更難。然而，他憑信心抓住神給他的第一個應許：「我已吩咐烏鴉在那里供養你」。儘管溪里的水一天天减少，也卻學會謙卑，顺服，遵神旨而行。
2. 在撒勒法寡婦家的操練 – 以利亞在基立（Cherith Brook）所學的功課，他便繼續更深一層的造就。當他到達撒勒法（Zarephath）的時候，發現神所指定的那位寡婦正為自己和兒子預備最後一餐，然后便等死。然而在基立的體驗，使他大有信心信靠神會天天施行神蹟，以供應他及那寡婦母子的需要。當他信心往前邁向一大步，神果然使藉以利亞所說「罈內的麵必不减少，瓶裡的油必不缺短，直到耶和華使雨降在地上的日子。」（列王紀上17:14）的話完全應驗。
3. 面對孩子死亡的操練 – 寡婦的兒子忽然死去，住在這家裏的以利亞突遭此不測，實在是很難學習的課程。此時以利亞應該是如經上記的是與大家一樣性情的人，所以以利亞求告耶和華，「耶和華我的神啊，我寄居在這寡婦的家裡，你就降禍於她，使她的兒子死了嗎？」 以利亞三次伏在孩子的身上，求告耶和華說：「耶和華我的神啊，求你使這孩子的靈魂仍入他的身體！」，耶和華應允以利亞的話，孩子的靈魂仍入他的身體，他就活了。

## 迦密山的火
- 當全國偏離正道，敬畏耶和華的信心降至最低潮的時候，神在這樣的時候興起了以利亞。為了讓全國上下明白兩種相對的宗教不可能有和平共存的餘地，以利亞向巴力的先知挑戰，要他們試試耶和華的威力。「那降火顯應的神就是神」，這是十分乾脆而公允的挑戰。既然他們認為巴力是掌火之神，那麼便讓他試試它的本行。其結果也清清楚楚說明：「若耶和華是神，就當順從耶和華；若巴力是神，就當順從巴力」（列王紀上18:21）。百姓會長久心持兩意，如今應該是黑白分明，表明忠貞的時候了。

- 此時，以利亞也面臨最關鍵的挑戰，最後以利亞成功地求耶和華-以色列的神從天降下火來燒盡燔祭、木柴、石頭及溝裏的水，成功完成神所差遣的事工。由其獻祭禱告時所作的幾件事，可窺知其成功的要索：第一，重修已經毁壞的祭壇；第二，又取十二塊石頭築壇――是應驗了經上說的那樣建立聖所。以利亞的禱告蒙耶和華垂聽，有火從天而降，耶和華-以色列神的至高權威得以彰顯，此時以色列眾民看見了，就俯伏在地，說：「耶和華是神！耶和華是神！」

並且此時，以利亞趁著挑戰巴力先知的比賽獲勝，下令眾人拿住巴力的先知，眾人就拿住他們。以利亞帶他們到基順河邊，在那裡殺了他們。這是要應驗先知書中所記那樣摔碎仇敵。然後以利亞懇切地禱告，天降下大雨解除旱象。

## 基督教中的以利亞

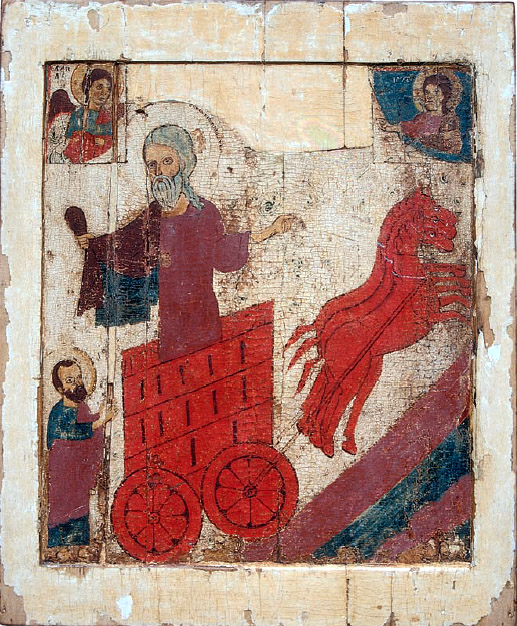
以利亞

以利亞在新約聖經中又被提及過四次：路加福音，羅馬書，希伯來書和雅各書。
在路加福音4:24-27中，耶穌以以利亞為例，作為被拒絕的先知的榜樣。耶穌說：「他的祖國不接受先知」。

## 升天
當亞哈謝為王的時候，仍效法其父母，一味行惡，輕忽至高神的存在。亞哈謝患病不求耶和華，耶和華便指示以利亞去警告他，但亞哈謝不悔改，反而派兵捉拿以利亞，上帝使用自己的僕人以利亞而顯出能力，從天降火下來燒滅那些捉拿的兵。
最後以利亞直接被接走回到令人想念的天家，一生為信仰而戰。
並且被接升天時，擲下他的外衣給耶和華所揀選的接班人以利沙（列王記上19:18 - 並膏亞伯米何拉人沙法的兒子以利沙作先知接續你）。以利亞升天前，曾問以利沙要求什麼，以利沙求：「願你的靈兩倍臨到我。cbol 舊約翻譯參考 列王紀下2:9 （页面存档备份，存于）」